# Circuit féminin de l'ITF 2017
Pour un article plus général, voir Circuit féminin de l'ITF.
Le circuit féminin de l'ITF 2017 est la saison 2017 du circuit de tennis féminin organisé par l'ITF. Il représente l'échelon inférieur du circuit professionnel, derrière le WTA Tour. Les tournois qui le composent sont dotés de 15 000 à 100 000 $ et incluent ou non l'hébergement.

## Résultats
| 100 000 $ et 100 000 $ +H |
| 80 000 $ et 80 000 $ +H   |
| 60 000 $ et 60 000 $ +H   |
| 25 000 $ et 25 000 $ +H   |
| 15 000 $ et 15 000 $ +H   |

### Janvier
| Date       | Lieu du tournoi     | Surface      | Dotation  | Vainqueur               | Finaliste            | Score           |
| ---------- | ------------------- | ------------ | --------- | ----------------------- | -------------------- | --------------- |
| 2 janvier  | Hong Kong           | Dur          | 25 000 $  | Lee Ya-hsuan            | Tara Moore           | 2-6, 7-64, 6-3  |
| 9 janvier  | Daytona Beach       | Terre battue | 25 000 $  | Anhelina Kalinina       | Elizabeth Halbauer   | 6-1, 6-2        |
| 9 janvier  | Fort-de-France      | Dur          | 15 000 $  | Giuliana Olmos          | Monika Kilnarová     | 7-5, 6-1        |
| 9 janvier  | Hammamet            | Terre battue | 15 000 $  | María Teresa Torró Flor | Julia Grabher        | 6-2, 6-2        |
| 9 janvier  | Antalya             | Terre battue | 15 000 $  | Anastasiya Vasylyeva    | Tayisiya Morderger   | 7-5, 6-3        |
| 16 janvier | Orlando             | Terre battue | 25 000 $  | Katarzyna Piter         | Sofia Kenin          | 64-7, 6-2, 6-4  |
| 16 janvier | Le Caire            | Terre battue | 15 000 $  | Oana Georgeta Simion    | Cristina Ene         | 6-4, 6-3        |
| 16 janvier | Petit-Bourg         | Dur          | 15 000 $  | Mayo Hibi               | Giuliana Olmos       | 6-3, 6-0        |
| 16 janvier | Stuttgart           | Dur (int.)   | 15 000 $  | Markéta Vondroušová     | Anna Zaja            | 3-6, 6-2, 6-1   |
| 16 janvier | Hammamet            | Terre battue | 15 000 $  | María Teresa Torró Flor | Alexandra Dulgheru   | 6-3, ab.        |
| 16 janvier | Antalya             | Terre battue | 15 000 $  | Aleksandra Pospelova    | Anastasiya Vasylyeva | 6-4, 1-6, 6-4   |
| 23 janvier | Andrézieux-Bouthéon | Dur (int.)   | 60 000 $  | Anett Kontaveit         | Ivana Jorović        | 6-4, 7-65       |
| 23 janvier | Wesley Chapel       | Terre battue | 25 000 $  | Anhelina Kalinina       | Elizaveta Ianchuk    | 6-4, 6-4        |
| 23 janvier | Le Caire            | Terre battue | 15 000 $  | Hélène Scholsen         | Fatma Al Nabhani     | 6-2, 7-5        |
| 23 janvier | Saint-Martin        | Dur          | 15 000 $  | Priscilla Heise         | Estelle Cascino      | 6-2, 6-2        |
| 23 janvier | Almaty              | Dur (int.)   | 15 000 $  | Polina Monova           | Ekaterina Kazionova  | 6-3, 6-3        |
| 23 janvier | Hammamet            | Terre battue | 15 000 $  | Cristina Dinu           | Katharina Gerlach    | 6-2, 6-1        |
| 23 janvier | Antalya             | Terre battue | 15 000 $  | Raluca Georgiana Serban | Alona Fomina         | 6-2, 6-3        |
| 30 janvier | Midland             | Dur (int.)   | 100 000 $ | Tatjana Maria           | Naomi Broady         | 6-4, 66-7, 6-4  |
| 30 janvier | Burnie              | Dur          | 60 000 $  | Asia Muhammad           | Arina Rodionova      | 6-2, 6-1        |
| 30 janvier | Grenoble            | Dur (int.)   | 25 000 $  | Markéta Vondroušová     | Anna Blinkova        | 7-5, 6-4        |
| 30 janvier | Le Caire            | Terre battue | 15 000 $  | Chantal Škamlová        | Jil Teichmann        | 3-6, 7-61, 6-1  |
| 30 janvier | Glasgow             | Dur (int.)   | 15 000 $  | Petra Krejsová          | Bibiane Schoofs      | 2-6, 7-5, 6-4   |
| 30 janvier | Almaty              | Dur (int.)   | 15 000 $  | Olga Doroshina          | Polina Monova        | 4-1 ab.         |
| 30 janvier | Hammamet            | Terre battue | 15 000 $  | Jelena Simić            | Yana Sizikova        | 65-7, 6-4, 7-62 |
| 30 janvier | Antalya             | Terre battue | 15 000 $  | Yana Morderger          | Tayisiya Morderger   | 6-4, 6-3        |

### Février
| Date       | Lieu du tournoi       | Surface             | Dotation | Vainqueur               | Finaliste                 | Score           |
| ---------- | --------------------- | ------------------- | -------- | ----------------------- | ------------------------- | --------------- |
| 6 février  | Launceston            | Dur                 | 60 000 $ | Jamie Loeb              | Tamara Zidanšek           | 7-64, 6-3       |
| 6 février  | Charm el-Cheikh       | Dur                 | 15 000 $ | Ioana Diana Pietroiu    | Anastasia Pribylova       | 7-62, 62-7, 6-1 |
| 6 février  | Trnava                | Dur (int.)          | 15 000 $ | Pernilla Mendesová      | Michaela Hončová          | 6-2, 62-7, 7-64 |
| 6 février  | Manacor               | Terre battue        | 15 000 $ | Isabelle Wallace        | María Teresa Torró Flor   | 6-3, 7-65       |
| 6 février  | Hammamet              | Terre battue        | 15 000 $ | Georgina García Pérez   | Jil Teichmann             | 7-5, 6-2        |
| 6 février  | Antalya               | Terre battue        | 15 000 $ | Dia Evtimova            | Valentyna Ivakhnenko      | Forfait         |
| 6 février  | Edgbaston             | Dur (int.)          | 15 000 $ | Manon Arcangioli        | Panna Udvardy             | 7-64, 6-1       |
| 13 février | Perth                 | Dur                 | 25 000 $ | Marie Bouzková          | Markéta Vondroušová       | 1-6, 6-3, 6-2   |
| 13 février | Altenkirchen          | Moquette (int.)     | 25 000 $ | Bibiane Schoofs         | Quirine Lemoine           | 7-5, 7-5        |
| 13 février | Surprise              | Dur                 | 25 000 $ | Caroline Dolehide       | Danielle Lao              | 6-3, 6-1        |
| 13 février | Nankin                | Dur                 | 15 000 $ | Xun Fangying            | Ayaka Okuno               | 6-4, 6-4        |
| 13 février | Charm el-Cheikh       | Dur                 | 15 000 $ | Sarah-Rebecca Sekulic   | Emily Webley-Smith        | 6-2, 6-4        |
| 13 février | Bergame               | Terre battue (int.) | 15 000 $ | Iga Świątek             | Martina di Giuseppe       | 6-4, 3-6, 6-3   |
| 13 février | Manacor               | Terre battue        | 15 000 $ | María Teresa Torró Flor | Anastasia Zarytska        | 6-4, 6-2        |
| 13 février | Hammamet              | Terre battue        | 15 000 $ | Julia Grabher           | Laura Pigossi             | 65-7, 6-2, 6-2  |
| 13 février | Antalya               | Terre battue        | 15 000 $ | Dejana Radanović        | Başak Eraydın             | 6-4, 7-61       |
| 13 février | Wirral                | Dur (int.)          | 15 000 $ | Maia Lumsden            | Maja Chwalińska           | 6-4, 6-1        |
| 20 février | Perth                 | Dur                 | 25 000 $ | Destanee Aiava          | Viktória Kužmová          | 6-1, 6-1        |
| 20 février | Moscou                | Dur (int.)          | 25 000 $ | Polina Monova           | Alina Silich              | 6-1, 6-1        |
| 20 février | Rancho Santa Fe       | Dur                 | 25 000 $ | Bianca Andreescu        | Kayla Day                 | 6-4, 6-1        |
| 20 février | Nankin                | Dur                 | 15 000 $ | Cristiana Ferrando      | Guo Hanyu                 | 6-0, 6-2        |
| 20 février | Charm el-Cheikh       | Dur                 | 15 000 $ | Emily Webley-Smith      | Julia Terziyska           | 6-3, 6-4        |
| 20 février | Palma Nova (Majorque) | Terre battue        | 15 000 $ | Olga Sáez Larra         | Irene Burillo Escorihuela | 6-4, 63-7, 6-2  |
| 20 février | Hammamet              | Terre battue        | 15 000 $ | Hsu Chieh-yu            | Sandra Samir              | 6-2, 2-6, 6-1   |
| 20 février | Antalya               | Terre battue        | 15 000 $ | Cristina Dinu           | Dejana Radanović          | 6-3, 6-3        |
| 27 février | Clare                 | Dur                 | 25 000 $ | Beatriz Haddad Maia     | Markéta Vondroušová       | 6-2, 6-2        |
| 27 février | Curitiba              | Terre battue        | 25 000 $ | Anastasia Potapova      | Amanda Anisimova          | 67-7, 7-5, 6-2  |
| 27 février | Nankin                | Dur                 | 15 000 $ | Gao Xinyu               | Tang Haochen              | 6-4, 6-3        |
| 27 février | Charm el-Cheikh       | Dur                 | 15 000 $ | Katie Swan              | Pemra Özgen               | 6-3, 6-1        |
| 27 février | Mâcon                 | Dur (int.)          | 15 000 $ | Mallaurie Noël          | Ludmilla Samsonova        | 7-5, 6-2        |
| 27 février | Gwalior               | Dur                 | 15 000 $ | Zeel Desai              | Mahak Jain                | 6-3, 7-5        |
| 27 février | Palma Nova (Majorque) | Terre battue        | 15 000 $ | Isabelle Wallace        | Katharina Hobgarski       | 7-64, 6-0       |
| 27 février | Hammamet              | Terre battue        | 15 000 $ | Camilla Scala           | Kaja Juvan                | 2-6, 7-5, 6-2   |
| 27 février | Antalya               | Terre battue        | 15 000 $ | Georgia Andreea Crăciun | Pia König                 | 6-3, 6-2        |

### Mars
| Date    | Lieu du tournoi          | Surface             | Dotation | Vainqueur                 | Finaliste               | Score           |
| ------- | ------------------------ | ------------------- | -------- | ------------------------- | ----------------------- | --------------- |
| 6 mars  | Zhuhai                   | Dur                 | 60 000 $ | Denisa Allertová          | Zheng Saisai            | 6-3, 2-6, 6-4   |
| 6 mars  | Mildura                  | Gazon               | 25 000 $ | Viktória Kužmová          | Katie Boulter           | 6-2, 6-4        |
| 6 mars  | São Paulo                | Terre battue        | 25 000 $ | Irina Khromacheva         | Laura Pigossi           | 6-2, 6-1        |
| 6 mars  | Yokohama                 | Dur                 | 25 000 $ | Akiko Omae                | Mayo Hibi               | 7-5, 6-2        |
| 6 mars  | Charm el-Cheikh          | Dur                 | 15 000 $ | Katie Swan                | Julia Wachaczyk         | 6-4, 7-5        |
| 6 mars  | Amiens                   | Terre battue (int.) | 15 000 $ | Audrey Albié              | Camilla Rosatello       | 6-3, 6-4        |
| 6 mars  | Héraklion                | Terre battue        | 15 000 $ | Dejana Radanović          | Giulia Gatto-Monticone  | 7-5, 6-3        |
| 6 mars  | Solarino                 | Moquette            | 15 000 $ | Petra Krejsová            | Natália Vajdová         | 6-2, 5-7, 6-0   |
| 6 mars  | Hammamet                 | Terre battue        | 15 000 $ | Camilla Scala             | Sandra Zaniewska        | 1-6, 6-3, 6-2   |
| 6 mars  | Antalya                  | Terre battue        | 15 000 $ | Andreea Mitu              | Ayla Aksu               | 6-2, 6-3        |
| 6 mars  | Orlando                  | Terre battue        | 15 000 $ | Marie Bouzková            | Victoria Rodríguez      | 7-5, 5-7, 6-0   |
| 13 mars | Shenzhen                 | Dur                 | 60 000 $ | Ekaterina Alexandrova     | Aryna Sabalenka         | 6-2, 7-5        |
| 13 mars | Charm el-Cheikh          | Dur                 | 15 000 $ | Polina Monova             | Elixane Lechemia        | 2-6, 7-5, 6-4   |
| 13 mars | Gonesse                  | Terre battue (int.) | 15 000 $ | Anna Zaja                 | Priscilla Heise         | 6-3, 2-6, 7-66  |
| 13 mars | Héraklion                | Terre battue        | 15 000 $ | Dejana Radanović          | Raluca Georgiana Șerban | 6-4, 7-61       |
| 13 mars | Solarino                 | Moquette            | 15 000 $ | Marta Paigina             | Petra Krejsová          | 64-7, 6-3, 6-3  |
| 13 mars | Hammamet                 | Terre battue        | 15 000 $ | Nina Potočnik             | Ani Mijačika            | 6-0, 6-0        |
| 13 mars | Antalya                  | Terre battue        | 15 000 $ | Sofia Shapatava           | Ayla Aksu               | 2-6, 7-63, 7-65 |
| 13 mars | Tampa                    | Terre battue        | 15 000 $ | Michelle Larcher de Brito | Victoria Rodríguez      | 6-2, 6-0        |
| 20 mars | Mornington               | Terre battue        | 25 000 $ | Destanee Aiava            | Barbora Krejčíková      | 6-2, 4-6, 6-2   |
| 20 mars | Santa Margherita di Pula | Terre battue        | 25 000 $ | Katarina Zavatska         | Chloé Paquet            | 6-1, 6-3        |
| 20 mars | Charm el-Cheikh          | Dur                 | 15 000 $ | Julia Wachaczyk           | Jodie Anna Burrage      | 2-6, 6-3, 6-2   |
| 20 mars | Le Havre                 | Terre battue (int.) | 15 000 $ | Marine Partaud            | Priscilla Heise         | 6-1, 7-5        |
| 20 mars | Héraklion                | Terre battue        | 15 000 $ | Olga Ianchuk              | Miriam Kolodziejová     | 6-3, 6-2        |
| 20 mars | Nishitama                | Dur                 | 15 000 $ | Sarah-Rebecca Sekulic     | Shiho Akita             | 6-4, 7-5        |
| 20 mars | Óbidos                   | Moquette            | 15 000 $ | Harmony Tan               | María José Luque Moreno | 6-3, 65-7, 6-3  |
| 20 mars | Hammamet                 | Terre battue        | 15 000 $ | Andrea Gámiz              | Jade Suvrijn            | 6-1, 6-3        |
| 20 mars | Antalya                  | Terre battue        | 15 000 $ | Olga Danilović            | Julia Grabher           | 6-3, 6-2        |
| 27 mars | Quanzhou                 | Dur                 | 60 000 $ | Zheng Saisai              | Liu Fangzhou            | 6-2, 6-3        |
| 27 mars | Croissy-Beaubourg        | Dur (int.)          | 60 000 $ | Ekaterina Alexandrova     | Richèl Hogenkamp        | 6-2, 63-7, 6-3  |
| 27 mars | Mornington               | Terre battue        | 25 000 $ | Shérazad Reix             | Barbora Krejčíková      | 7-63, 6-4       |
| 27 mars | Santa Margherita di Pula | Terre battue        | 25 000 $ | Bianca Andreescu          | Bernarda Pera           | 68-7, 6-2, 7-68 |
| 27 mars | Kōfu                     | Dur                 | 25 000 $ | Mayo Hibi                 | Han Na-lae              | 5-7, 6-3, 6-2   |
| 27 mars | Campinas                 | Terre battue        | 15 000 $ | Paula Cristina Gonçalves  | Stephanie Mariel Petit  | 6-4, 6-4        |
| 27 mars | Charm el-Cheikh          | Dur                 | 15 000 $ | Laura-Ioana Andrei        | Anastasia Vdovenco      | 6-1, 6-1        |
| 27 mars | Héraklion                | Terre battue        | 15 000 $ | Sabrina Santamaria        | Mira Antonitsch         | 6-2, 6-0        |
| 27 mars | Óbidos                   | Moquette            | 15 000 $ | Nuria Párrizas Díaz       | Eden Silva              | 6-4, 6-3        |
| 27 mars | Hammamet                 | Terre battue        | 15 000 $ | Andrea Gámiz              | Yvonne Cavallé-Reimers  | 6-2, 6-1        |
| 27 mars | Istanbul                 | Dur (int.)          | 15 000 $ | Katie Boulter             | Ayla Aksu               | 6-3, 3-6, 6-3   |

### Avril
| Date     | Lieu du tournoi          | Surface      | Dotation     | Vainqueur               | Finaliste              | Score             |
| -------- | ------------------------ | ------------ | ------------ | ----------------------- | ---------------------- | ----------------- |
| 3 avril  | Santa Margherita di Pula | Terre battue | 25 000 $     | Petra Martić            | Kathinka von Deichmann | 6-4, 7-5          |
| 3 avril  | Kashiwa                  | Dur          | 25 000 $     | Mai Minokoshi           | Jang Su-jeong          | 3-6, 6-2, 6-4     |
| 3 avril  | Istanbul                 | Dur (int.)   | 25 000 $     | Viktoriya Tomova        | Viktória Kužmová       | 6-4, 4-6, 6-2     |
| 3 avril  | Jackson                  | Terre battue | 25 000 $     | Barbara Haas            | Sophie Chang           | 6-4, 63-7, 6-4    |
| 3 avril  | São José dos Campos      | Terre battue | 15 000 $     | Nathaly Kurata          | Julieta Lara Estable   | 7-63, 6-0         |
| 3 avril  | Tučepi                   | Terre battue | 15 000 $     | Lea Bošković            | Lenka Juríková         | 6-3, 1-6, 6-1     |
| 3 avril  | Charm el-Cheikh          | Dur          | 15 000 $     | Maria Skryabina         | Sarah-Rebecca Sekulic  | 2-6, 6-2, 3-0 ab. |
| 3 avril  | Dijon                    | Dur (int.)   | 15 000 $     | Audrey Albié            | Anastasia Zarytska     | 6-4, 0-6, 7-65    |
| 3 avril  | Héraklion                | Terre battue | 15 000 $     | Nina Alibalić           | Nastja Kolar           | 6-1, 6-3          |
| 3 avril  | Hammamet                 | Terre battue | 15 000 $     | Estrella Cabeza Candela | Fernanda Brito         | 6-3, 7-5          |
| 10 avril | Indian Harbour Beach     | Terre battue | 80 000 $     | Olga Govortsova         | Amanda Anisimova       | 6-3, 4-6, 6-3     |
| 10 avril | Istanbul                 | Dur          | 60 000 $     | Başak Eraydın           | Petra Krejsová         | 6-3, 6-0          |
| 10 avril | Nanning                  | Dur          | 25 000 $     | Zarina Diyas            | Lee Ya-hsuan           | 6-2, 6-3          |
| 10 avril | Santa Margherita di Pula | Terre battue | 25 000 $     | Georgia Brescia         | Bernarda Pera          | 6-1, 6-2          |
| 10 avril | Irapuato                 | Dur          | 25 000 $     | Deniz Khazaniuk         | Sofya Zhuk             | Forfait           |
| 10 avril | Pelham                   | Terre battue | 25 000 $     | Ulrikke Eikeri          | Usue Maitane Arconada  | 7-5, 6-2          |
| 10 avril | Charm el-Cheikh          | Dur          | 15 000 $     | Sarah-Rebecca Sekulic   | Laura-Ioana Andrei     | 65-7, 7-62, 6-2   |
| 10 avril | Chimkent                 | Terre battue | 15 000 $     | Kamila Kerimbayeva      | Albina Khabibulina     | 6-4, 6-0          |
| 10 avril | Hammamet                 | Terre battue | 15 000 $     | Panna Udvardy           | Audrey Albié           | 1-6, 6-4, 6-3     |
| 17 avril | Dothan                   | Terre battue | 60 000 $     | Kristie Ahn             | Amanda Anisimova       | 1-6, 6-2, 6-2     |
| 17 avril | Santa Margherita di Pula | Terre battue | 25 000 $     | Valentyna Ivakhnenko    | Georgina García Pérez  | 7-5, 6-3          |
| 17 avril | Chiasso                  | Terre battue | 25 000 $     | Jil Teichmann           | Kathinka von Deichmann | 2-6, 6-3, 6-2     |
| 17 avril | Le Caire                 | Terre battue | 15 000 $     | Hélène Scholsen         | María Fernanda Herazo  | 4-6, 6-2, 6-2     |
| 17 avril | Chimkent                 | Terre battue | 15 000 $     | Maryna Chernyshova      | Anastasia Pribylova    | 6-3, 6-3          |
| 17 avril | Hammamet                 | Terre battue | 15 000 $     | Tessah Andrianjafitrimo | Camilla Scala          | 6-2, 6-4          |
| 17 avril | Antalya                  | Terre battue | 15 000 $     | Marta Leśniak           | Alena Tarasova         | 6-3, 6-2          |
| 24 avril | Anning                   | Terre battue | 100 000 $ +H | Zheng Saisai            | Zarina Diyas           | 7-5, 6-4          |
| 24 avril | Tunis                    | Terre battue | 60 000 $     | Richèl Hogenkamp        | Lina Gjorcheska        | 7-5, 6-4          |
| 24 avril | Charlottesville          | Terre battue | 60 000 $     | Madison Brengle         | Caroline Dolehide      | 6-4, 6-3          |
| 24 avril | Santa Margherita di Pula | Terre battue | 25 000 $     | Giulia Gatto-Monticone  | Irina Maria Bara       | 3-6, 7-5, 6-4     |
| 24 avril | Karchi                   | Dur          | 25 000 $     | Polina Monova           | Olga Ianchuk           | 4-6, 6-3, 6-3     |
| 24 avril | Le Caire                 | Terre battue | 15 000 $     | Dea Herdželaš           | Irina Fetecău          | 6-3, 6-1          |
| 24 avril | Hua Hin                  | Dur          | 15 000 $     | Patcharin Cheapchandej  | Zhang Ling             | 6-1, 7-5          |
| 24 avril | Antalya                  | Terre battue | 15 000 $     | Ysaline Bonaventure     | Yuuki Tanaka           | 6-4, 6-2          |

### Mai
| Date    | Lieu du tournoi          | Surface      | Dotation  | Vainqueur                 | Finaliste               | Score          |
| ------- | ------------------------ | ------------ | --------- | ------------------------- | ----------------------- | -------------- |
| 1er mai | Gifu                     | Dur          | 80 000 $  | Magdaléna Rybáriková      | Zhu Lin                 | 6-2, 6-3       |
| 1er mai | Charleston               | Terre battue | 60 000 $  | Madison Brengle           | Danielle Collins        | 4-6, 6-2, 6-3  |
| 1er mai | Wiesbaden                | Terre battue | 25 000 $  | Kathinka von Deichmann    | Petra Martić            | 4-6, 6-4, 7-67 |
| 1er mai | Khimki                   | Dur (int.)   | 25 000 $  | Dejana Radanović          | Anna Morgina            | 6-3, 6-3       |
| 1er mai | Lérida                   | Terre battue | 25 000 $  | Olga Sáez Larra           | Georgina García Pérez   | 6-4, 7-66      |
| 1er mai | La Marsa                 | Terre battue | 25 000 $  | Myrtille Georges          | Alexandra Panova        | 6-1, 6-1       |
| 1er mai | Le Caire                 | Terre battue | 15 000 $  | Mariam Bolkvadze          | Camila Giangreco Campiz | 6-3, 3-6, 7-64 |
| 1er mai | Győr                     | Terre battue | 15 000 $  | Iga Świątek               | Gabriela Horáčková      | 6-2, 6-2       |
| 1er mai | Acre                     | Dur          | 15 000 $  | Déspina Papamichaíl       | Sadafmoh Tolibova       | 6-1, 6-2       |
| 1er mai | Santa Margherita Di Pula | Terre battue | 15 000 $  | Fernanda Brito            | Ludmilla Samsonova      | 6-3, 6-3       |
| 1er mai | Hua Hin                  | Dur          | 15 000 $  | Michaela Haet             | Chihiro Muramatsu       | 6-3, 65-7, 6-4 |
| 1er mai | Antalya                  | Terre battue | 15 000 $  | Bárbara Gatica            | Amina Anshba            | 6-2, 7-5       |
| 8 mai   | Cagnes-sur-Mer           | Terre battue | 100 000 $ | Beatriz Haddad Maia       | Jil Teichmann           | 6-3, 6-3       |
| 8 mai   | Fukuoka                  | Moquette     | 60 000 $  | Magdaléna Rybáriková      | Jang Su-jeong           | 6-2, 6-3       |
| 8 mai   | Yuxi                     | Dur          | 25 000 $  | Gao Xinyu                 | Xun Fangying            | 6-1, 6-4       |
| 8 mai   | Dunakeszi                | Terre battue | 25 000 $  | Marta Kostyuk             | Bernarda Pera           | 6-4, 6-3       |
| 8 mai   | Rome                     | Terre battue | 25 000 $  | Julia Grabher             | Tereza Mrdeža           | 7-5, 6-0       |
| 8 mai   | Changwon                 | Dur          | 25 000 $  | Gabriella Taylor          | Danielle Lao            | 6-2, 6-2       |
| 8 mai   | Monzón                   | Dur          | 25 000 $  | Georgina García Pérez     | Marie Bouzková          | 6-1, 6-3       |
| 8 mai   | Hua Hin                  | Dur          | 25 000 $  | Peangtarn Plipuech        | Jacqueline Cako         | 6-4, 6-2       |
| 8 mai   | Naples                   | Terre battue | 25 000 $  | Claire Liu                | Danielle Collins        | 6-3, 6-1       |
| 8 mai   | Hammamet                 | Terre battue | 15 000 $  | Jelena Simić              | Déborah Kerfs           | 7-61, 2-6, 6-4 |
| 8 mai   | Antalya                  | Terre battue | 15 000 $  | Raluca Georgiana Șerban   | Dasha Ivanova           | 7-5, 6-2       |
| 15 mai  | Trnava                   | Terre battue | 100 000 $ | Markéta Vondroušová       | Verónica Cepede Royg    | 7-5, 7-63      |
| 15 mai  | Saint-Gaudens            | Terre battue | 60 000 $  | Richèl Hogenkamp          | Kristie Ahn             | 6-2, 6-4       |
| 15 mai  | Kurume                   | Moquette     | 60 000 $  | Laura Robson              | Katie Boulter           | 6-3, 6-4       |
| 15 mai  | Qujing                   | Dur          | 25 000 $  | Gao Xinyu                 | Giulia Gatto-Monticone  | 6-1, 3-6, 6-3  |
| 15 mai  | Incheon                  | Dur          | 25 000 $  | Han Na-lae                | Luksika Kumkhum         | 7-62, 7-5      |
| 15 mai  | La Bisbal                | Terre battue | 25 000 $  | Georgina García Pérez     | Estrella Cabeza Candela | 6-2, 0-6, 6-4  |
| 15 mai  | Båstad                   | Terre battue | 25 000 $  | Irina Maria Bara          | Kathinka von Deichmann  | 7-66, 4-6, 6-2 |
| 15 mai  | Naples                   | Terre battue | 25 000 $  | Sofya Zhuk                | Taylor Townsend         | 6-4, 7-63      |
| 15 mai  | Oeiras                   | Terre battue | 15 000 $  | Panna Udvardy             | Gaia Sanesi             | 65-7, 7-5, 6-4 |
| 15 mai  | Hammamet                 | Terre battue | 15 000 $  | Natalija Kostić           | Nika Kukharchuk         | 6-2, 6-1       |
| 15 mai  | Antalya                  | Terre battue | 15 000 $  | Varvara Flink             | María Lourdes Carlé     | 6-4, 7-65      |
| 22 mai  | Luan                     | Dur          | 60 000 $  | Zhu Lin                   | Ankita Raina            | 6-3, 3-6, 6-4  |
| 22 mai  | Caserte                  | Terre battue | 25 000 $  | Claire Liu                | Paula Badosa Gibert     | 6-3, 6-3       |
| 22 mai  | Karuizawa                | Moquette     | 25 000 $  | Ayano Shimizu             | Junri Namigata          | 0-6, 6-4, 6-4  |
| 22 mai  | Goyang                   | Dur          | 25 000 $  | Peangtarn Plipuech        | Mari Osaka              | 7-67, 6-0      |
| 22 mai  | Benavídez                | Dur          | 15 000 $  | Catalina Pella            | Stephanie Mariel Petit  | 6-4, 6-1       |
| 22 mai  | Santarém                 | Dur          | 15 000 $  | Cristina Bucșa            | Valeria Savinykh        | 6-4, 6-4       |
| 22 mai  | Hammamet                 | Terre battue | 15 000 $  | Naiktha Bains             | Natalija Kostić         | 6-4, 6-2       |
| 22 mai  | Antalya                  | Terre battue | 15 000 $  | Lisa Matviyenko           | Georgia Andreea Crăciun | 6-3, 1-6, 7-5  |
| 29 mai  | Wuhan                    | Dur          | 25 000 $  | Jovana Jakšić             | Liu Fangzhou            | 6-0, 3-6, 6-2  |
| 29 mai  | Grado                    | Terre battue | 25 000 $  | Anna Karolína Schmiedlová | Martina Trevisan        | 2-6, 6-2, 6-4  |
| 29 mai  | Andijan                  | Dur          | 25 000 $  | Ksenia Lykina             | Anastasia Frolova       | 6-4, 3-6, 6-4  |
| 29 mai  | Villa del Dique          | Terre battue | 15 000 $  | Quinn Gleason             | Victoria Bosio          | 62-7, 6-3, 6-2 |
| 29 mai  | Sangju                   | Dur          | 15 000 $  | Jeong Sunam               | Choi Ji-hee             | 6-2, 6-3       |
| 29 mai  | Montemor-o-Novo          | Dur          | 15 000 $  | Valeria Savinykh          | Sarah-Rebecca Sekulic   | 6-2, 6-0       |
| 29 mai  | Niš                      | Terre battue | 15 000 $  | Sandra Jamrichová         | Milana Špremo           | 6-1, 3-0 ab.   |
| 29 mai  | Hammamet                 | Terre battue | 15 000 $  | Lucrezia Stefanini        | Eleni Kordolaimi        | 7-65, 6-2      |
| 29 mai  | Antalya                  | Terre battue | 15 000 $  | Emiliana Arango           | Vlada Ekshibarova       | 6-2, 6-3       |

### Juin
| Date    | Lieu du tournoi     | Surface      | Dotation     | Vainqueur                 | Finaliste                          | Score              |
| ------- | ------------------- | ------------ | ------------ | ------------------------- | ---------------------------------- | ------------------ |
| 5 juin  | Marseille           | Terre battue | 100 000 $    | Jasmine Paolini           | Tatjana Maria                      | 6-4, 2-6, 6-1      |
| 5 juin  | Surbiton            | Gazon        | 100 000 $    | Magdaléna Rybáriková      | Heather Watson                     | 6-4, 7-5           |
| 5 juin  | Brescia             | Terre battue | 60 000 $     | Polona Hercog             | Ganna Poznikhirenko                | 6-2, 7-5           |
| 5 juin  | Staré Splavy        | Terre battue | 25 000 $     | Anna Karolína Schmiedlová | Vera Lapko                         | 6-4, 7-5           |
| 5 juin  | Essen               | Terre battue | 25 000 $     | Kaia Kanepi               | Patty Schnyder                     | 6-3, 65-7, 2-0 ab. |
| 5 juin  | Tokyo               | Dur          | 25 000 $     | Tammi Patterson           | Peangtarn Plipuech                 | 6-3, 6-2           |
| 5 juin  | Figueira da Foz     | Dur          | 25 000 $ +H  | María Teresa Torró Flor   | Sarah-Rebecca Sekulic              | 6-4, 6-2           |
| 5 juin  | Bethany Beach       | Terre battue | 25 000 $     | Danielle Collins          | Lauren Embree                      | 6-1, 6-0           |
| 5 juin  | Namangan            | Dur          | 25 000 $     | Polina Monova             | Gozal Ainitdinova                  | 1-6, 6-1, 6-2      |
| 5 juin  | Minsk               | Terre battue | 15 000 $     | Daria Kruzhkova           | Albina Khabibulina                 | 7-63, 6-3          |
| 5 juin  | Banja Luka          | Terre battue | 15 000 $     | Berfu Cengiz              | Nina Potočnik                      | 6-4, 3-6, 6-3      |
| 5 juin  | Aurangabad          | Terre battue | 15 000 $     | Rutuja Bhosale            | Mahak Jain                         | 6-4, 6-4           |
| 5 juin  | Gimcheon            | Dur          | 15 000 $     | Jeong Sunam               | Choi Ji-hee                        | 6-3, 3-6, 6-2      |
| 5 juin  | Madrid              | Terre battue | 15 000 $     | Rocío de la Torre-Sánchez | Guiomar Maristany Zuleta de Reales | 6-1, 6-1           |
| 5 juin  | Hammamet            | Terre battue | 15 000 $     | Seone Mendez              | Fernanda Brito                     | 6-2, 6-1           |
| 12 juin | Manchester          | Gazon        | 100 000 $    | Zarina Diyas              | Aleksandra Krunić                  | 6-4, 6-4           |
| 12 juin | Hódmezővásárhely    | Terre battue | 60 000 $     | Mihaela Buzărnescu        | Danka Kovinić                      | 6-2, 6-1           |
| 12 juin | Barcelone           | Terre battue | 60 000 $     | Daniela Seguel            | Amandine Hesse                     | 3-6, 7-65, 7-63    |
| 12 juin | Padoue              | Terre battue | 25 000 $     | Rebecca Peterson          | Anastasiya Vasylyeva               | 5-7, 6-1, 6-4      |
| 12 juin | Kōfu                | Dur          | 25 000 $     | Haruka Kaji               | Olivia Tjandramulia                | 6-1, 6-3           |
| 12 juin | Sumter              | Dur          | 25 000 $     | Ashley Lahey              | Francesca Di Lorenzo               | 6-3, 7-64          |
| 12 juin | Minsk               | Terre battue | 15 000 $     | Iryna Shymanovich         | Ilona Kremen                       | 6-1, 4-6, 6-2      |
| 12 juin | Přerov              | Terre battue | 15 000 $     | Lenka Juríková            | Miriam Kolodziejová                | 6-4, 6-4           |
| 12 juin | Gimcheon            | Dur          | 15 000 $     | Jeong Su-nam              | Han Sung-hee                       | 6-3, 6-1           |
| 12 juin | Guimarães           | Dur          | 15 000 $     | Lara Michel               | Marta Huqi González Encinas        | 6-3, 6-1           |
| 12 juin | Curtea de Argeș     | Terre battue | 15 000 $     | Georgia Andreea Crăciun   | Riya Bhatia                        | 6-1, 6-1           |
| 12 juin | Maribor             | Terre battue | 15 000 $     | Kaja Juvan                | Nina Potočnik                      | 6-4, 6-2           |
| 12 juin | Hammamet            | Terre battue | 15 000 $     | Seone Mendez              | Andrea Lazaro García               | 6-1, 3-6, 6-0      |
| 19 juin | Ilkley              | Gazon        | 100 000 $    | Magdaléna Rybáriková      | Alison Van Uytvanck                | 7-5, 7-63          |
| 19 juin | Izmir               | Dur          | 60 000 $     | Mihaela Buzărnescu        | Eri Hozumi                         | 6-1, 6-0           |
| 19 juin | Montpellier         | Terre battue | 25 000 $ +H  | Alexandra Dulgheru        | Shérazad Reix                      | 6-2, 6-2           |
| 19 juin | Baja                | Terre battue | 25 000 $     | Ulrikke Eikeri            | Chantal Škamlová                   | 7-64, 6-2          |
| 19 juin | Varsovie            | Terre battue | 25 000 $ +H  | Martina Trevisan          | Olga Ianchuk                       | 6-2, 6-4           |
| 19 juin | Ystad               | Terre battue | 25 000 $     | Quirine Lemoine           | Melanie Stokke                     | 1-6, 6-4, 6-3      |
| 19 juin | Lenzerheide         | Terre battue | 25 000 $     | Georgia Brescia           | Simona Waltert                     | 0-6, 6-4, 7-61     |
| 19 juin | Baton Rouge         | Dur          | 25 000 $     | Nicole Gibbs              | Francesca Di Lorenzo               | 6-3, 6-3           |
| 19 juin | Ferghana            | Dur          | 25 000 $     | Sabina Sharipova          | Elena Rybakina                     | 6-4, 7-65          |
| 19 juin | Victoria            | Dur (int.)   | 15 000 $     | Alexa Graham              | Tori Kinard                        | 6-1, 6-4           |
| 19 juin | Anning              | Terre battue | 15 000 $     | Sun Xuliu                 | You Mizhuoma                       | 6-2, 7-65          |
| 19 juin | Taipei              | Dur          | 15 000 $     | Lee Pei-chi               | Haruka Kaji                        | 3-6, 7-5, 6-2      |
| 19 juin | Kaltenkirchen       | Terre battue | 15 000 $     | Katharina Gerlach         | Magali Kempen                      | 6-4, 7-62          |
| 19 juin | Herzliya            | Dur          | 15 000 $     | Estelle Cascino           | Marta Paigina                      | 3-6, 7-5, 4-1 ab.  |
| 19 juin | Sassuolo            | Terre battue | 15 000 $     | Stefania Rubini           | Federica Bilardo                   | 5-7, 6-0, 6-4      |
| 19 juin | Alkmaar             | Terre battue | 15 000 $     | Michaela Bayerlová        | Laura Heinrichs                    | 6-4, 6-2           |
| 19 juin | Hammamet            | Terre battue | 15 000 $     | Fernanda Brito            | Bianca Turati                      | 6-0, 6-2           |
| 26 juin | Southsea            | Gazon        | 100 000 $ +H | Tatjana Maria             | Irina-Camelia Begu                 | 6-2, 6-2           |
| 26 juin | Périgueux           | Terre battue | 25 000 $     | Patty Schnyder            | Camilla Rosatello                  | 6-4, 7-5           |
| 26 juin | Vaihingen-sur-l'Enz | Terre battue | 25 000 $     | Bernarda Pera             | Anna Zaja                          | 6-4, 6-4           |
| 26 juin | Toruń               | Terre battue | 25 000 $ +H  | Chantal Škamlová          | Miriam Kolodziejová                | 6-2, 4-6, 6-3      |
| 26 juin | Lund                | Terre battue | 25 000 $     | Martina Di Giuseppe       | Ágnes Bukta                        | 6-4, 2-6, 6-2      |
| 26 juin | Auburn              | Dur          | 25 000 $     | Miharu Imanishi           | Nicole Gibbs                       | 6-3, 6-2           |
| 26 juin | Le Coq              | Terre battue | 15 000 $     | Lisa Ponomar              | Alice Ramé                         | 6-4, 6-3           |
| 26 juin | Anning              | Terre battue | 15 000 $     | Guo Shanshan              | Eudice Chong                       | 6-4, 6-4           |
| 26 juin | Charm el-Cheikh     | Dur          | 15 000 $     | Pranjala Yadlapalli       | Giada Clerici                      | 60-7, 7-5, 6-4     |
| 26 juin | Tel Aviv-Jaffa      | Dur          | 15 000 $     | Despina Papamichail       | Estelle Cascino                    | 7-64, 6-3          |
| 26 juin | Tarvisio            | Terre battue | 15 000 $     | Nina Potocnik             | Federica Bilardo                   | 6-2, 6-3           |
| 26 juin | Galați              | Terre battue | 15 000 $     | Cristina Dinu             | Georgia Andreea Crăciun            | 6-3, 6-3           |
| 26 juin | Istanbul            | Terre battue | 15 000 $     | Sanaz Marand              | Ayla Aksu                          | 6-1, 6-4           |

### Juillet
| Date       | Lieu du tournoi         | Surface      | Dotation     | Vainqueur                 | Finaliste                  | Score           |
| ---------- | ----------------------- | ------------ | ------------ | ------------------------- | -------------------------- | --------------- |
| 3 juillet  | Rome                    | Terre battue | 60 000 $     | Kateryna Kozlova          | Mariana Duque Mariño       | 7-66, 6-4       |
| 3 juillet  | Denain                  | Terre battue | 25 000 $     | Lina Gjorcheska           | Mari Osaka                 | 6-2, 5-7, 7-66  |
| 3 juillet  | Darmstadt               | Terre battue | 25 000 $     | Anhelina Kalinina         | Bernarda Pera              | 6-2, 0-6, 6-3   |
| 3 juillet  | Middelbourg             | Terre battue | 25 000 $     | Arantxa Rus               | Valentíni Grammatikopoúlou | 3-6, 6-2, 6-3   |
| 3 juillet  | Getxo                   | Terre battue | 25 000 $     | Mihaela Buzărnescu        | Renata Zarazúa             | 6-2, 6-2        |
| 3 juillet  | Anning                  | Terre battue | 15 000 $     | Eudice Chong              | Zhang Ling                 | 6-4, 4-6, 6-3   |
| 3 juillet  | Charm el-Cheikh         | Dur          | 15 000 $     | Vera Zvonareva            | Tereza Mihalíková          | 1-6, 7-64, 7-5  |
| 3 juillet  | Amarante                | Dur          | 15 000 $     | Lu Jiajing                | Ana Veselinović            | 6-4, 6-4        |
| 3 juillet  | Focșani                 | Terre battue | 15 000 $ +H  | Nicoleta Dascălu          | Alexandra Perper           | 6-2, 6-2        |
| 3 juillet  | Prokuplje               | Terre battue | 15 000 $     | Despina Papamichail       | Maryna Chernyshova         | 3-6, 7-65, 6-3  |
| 3 juillet  | Istanbul                | Terre battue | 15 000 $     | Ekaterine Gorgodze        | Sanaz Marand               | 6-2, 6-1        |
| 10 juillet | Contrexéville           | Terre battue | 100 000 $    | Johanna Larsson           | Tatjana Maria              | 6-1, 6-4        |
| 10 juillet | Budapest                | Terre battue | 100 000 $    | Jana Čepelová             | Danka Kovinić              | 6-4, 6-3        |
| 10 juillet | Versmold                | Terre battue | 60 000 $     | Mihaela Buzărnescu        | Barbara Haas               | 6-0, 6-2        |
| 10 juillet | Winnipeg                | Dur          | 25 000 $     | Caroline Dolehide         | Mayo Hibi                  | 6-3, 6-4        |
| 10 juillet | Naiman                  | Dur          | 25 000 $     | Lu Jing-Jing              | Karman Kaur Thandi         | 6-2, 6-1        |
| 10 juillet | Turin                   | Terre battue | 25 000 $     | Deborah Chiesa            | Renata Zarazúa             | 6-3, 2-6, 7-5   |
| 10 juillet | Moscou                  | Terre battue | 25 000 $     | Olga Ianchuk              | Valentyna Ivakhnenko       | 4-6, 6-0, 7-65  |
| 10 juillet | Knokke                  | Terre battue | 15 000 $     | Mirjam Björklund          | Marie Temin                | 6-3, 6-4        |
| 10 juillet | Campos do Jordão        | Dur          | 15 000 $     | Gabriela Cé               | Guillermina Naya           | 6-4, 7-63       |
| 10 juillet | Charm el-Cheikh         | Dur          | 15 000 $     | Jacqueline Cabaj Awad     | Ramu Ueda                  | 4-6, 6-3, 6-1   |
| 10 juillet | Telavi                  | Terre battue | 15 000 $     | Ekaterine Gorgodze        | Margaux Bovy               | 6-2, 6-0        |
| 10 juillet | Amstelveen              | Terre battue | 15 000 $     | Lisa Matviyenko           | Ana Sofía Sánchez          | 7-65, 6-2       |
| 10 juillet | Cantanhede              | Moquette     | 15 000 $     | Sinéad Lohan              | Alicia Barnett             | 6-2, 4-6, 6-1   |
| 10 juillet | Prokuplje               | Terre battue | 15 000 $     | Oana Gavrilă              | Tamara Čurović             | 6-4, 6-3        |
| 10 juillet | Hua Hin                 | Dur          | 15 000 $     | Michaela Haet             | Hsu Chieh-yu               | 6-2, 65-7, 7-5  |
| 17 juillet | Astana                  | Dur          | 100 000 $ +H | Zhang Shuai               | Ysaline Bonaventure        | 6-3, 6-4        |
| 17 juillet | Olomouc                 | Terre battue | 80 000 $ +H  | Bernarda Pera             | Kristýna Plíšková          | 7-5, 4-6, 6-3   |
| 17 juillet | Bursa                   | Terre battue | 60 000 $     | Sofya Zhuk                | İpek Soylu                 | 4-6, 6-3, 7-65  |
| 17 juillet | Stockton                | Dur          | 60 000 $     | Sofia Kenin               | Ashley Kratzer             | 6-0, 6-1        |
| 17 juillet | Gatineau                | Dur          | 25 000 $     | Aleksandra Wozniak        | Ellen Perez                | 7-64, 6-4       |
| 17 juillet | Tianjin                 | Dur          | 25 000 $     | Wang Yafan                | Zhu Lin                    | 6-4, 6-2        |
| 17 juillet | Aschaffenbourg          | Terre battue | 25 000 $     | Katharina Hobgarski       | Yvonne Cavallé Reimers     | 7-5, 6-4        |
| 17 juillet | Imola                   | Moquette     | 25 000 $     | Viktória Kužmová          | Stefania Rubini            | 6-3, 6-3        |
| 17 juillet | Bruxelles               | Terre battue | 15 000 $     | Ana Sofía Sánchez         | Mirjam Björklund           | 3-6, 6-4, 6-1   |
| 17 juillet | Charm el-Cheikh         | Dur          | 15 000 $     | Jacqueline Cabaj Awad     | Mayar Sherif               | 64-7, 7-5, 6-4  |
| 17 juillet | Târgu Jiu               | Terre battue | 15 000 $     | Gaia Sanesi               | Miriam Bianca Bulgaru      | 6-1, 6-2        |
| 17 juillet | Don Benito              | Moquette     | 15 000 $     | Lisa Sabino               | María José Luque Moreno    | 6-1, 6-2        |
| 17 juillet | Hua Hin                 | Dur          | 15 000 $     | Lee Hua-chen              | Bunyawi Thamchaiwat        | 6-2, 3-0 ab.    |
| 24 juillet | Prague                  | Terre battue | 80 000 $     | Markéta Vondroušová       | Karolína Muchová           | 7-5, 6-1        |
| 24 juillet | Granby                  | Dur          | 60 000 $     | Cristiana Ferrando        | Katherine Sebov            | 6-2, 6-3        |
| 24 juillet | Sacramento              | Dur          | 60 000 $     | Amanda Anisimova          | Ajla Tomljanović           | Forfait         |
| 24 juillet | Horb                    | Terre battue | 25 000 $     | Patty Schnyder            | Conny Perrin               | 6-3, 6-1        |
| 24 juillet | Hua Hin                 | Dur          | 25 000 $     | Luksika Kumkhum           | Alisa Kleybanova           | 7-5, 64-7, 6-3  |
| 24 juillet | Campos do Jordão        | Dur          | 15 000 $     | Nathaly Kurata            | Gabriela Cé                | 7-67, 6-4       |
| 24 juillet | Charm el-Cheikh         | Dur          | 15 000 $     | Eleni Kordolaimi          | Mayar Sherif               | 6-4, 3-6, 6-2   |
| 24 juillet | Pärnu                   | Terre battue | 15 000 $     | Kaia Kanepi               | Polina Golubovskaya        | 6-1, 6-0        |
| 24 juillet | Tampere                 | Terre battue | 15 000 $     | Monika Kilnarová          | Marie Benoît               | 7-65, 65-7, 6-4 |
| 24 juillet | Les Contamines-Montjoie | Dur          | 15 000 $     | Claudia Hoste Ferrer      | Théo Gravouil              | 7-5, 6-1        |
| 24 juillet | Hong Kong               | Dur          | 15 000 $     | Zhang Ling                | Kumi So                    | 6-1, 6-3        |
| 24 juillet | Dublin                  | Moquette     | 15 000 $     | Jodie Anna Burrage        | Sinéad Lohan               | 7-65, 6-4       |
| 24 juillet | Schio                   | Terre battue | 15 000 $     | Stefania Rubini           | Anastasia Grymalska        | 64-7, 6-3, 6-4  |
| 24 juillet | Târgu Jiu               | Terre battue | 15 000 $     | Astra Sharma              | Belinda Woolcock           | 1-6, 6-2, 7-5   |
| 24 juillet | Evansville              | Dur          | 15 000 $     | Ann Li                    | Marcela Zacarías           | 4-6, 6-4, 6-3   |
| 31 juillet | Lexington               | Dur          | 60 000 $     | Grace Min                 | Sofia Kenin                | 6-4, 6-1        |
| 31 juillet | Bad Saulgau             | Terre battue | 25 000 $ +H  | Elena-Gabriela Ruse       | Chiara Scholl              | 6-1, 6-2        |
| 31 juillet | Woking                  | Dur          | 25 000 $     | Jasmine Paolini           | Mihaela Buzărnescu         | 6-4, 1-6, 6-4   |
| 31 juillet | El Espinar              | Dur          | 25 000 $     | Paula Badosa Gibert       | Ayla Aksu                  | 6-2, 6-4        |
| 31 juillet | Fort Worth              | Dur          | 25 000 $     | Katerina Stewart          | Emiliana Arango            | 6-4, 6-1        |
| 31 juillet | Charm el-Cheikh         | Dur          | 15 000 $     | Eleni Kordolaimi          | Nika Shytkouskaya          | 6-2, 6-3        |
| 31 juillet | Savitaipale             | Terre battue | 15 000 $     | Clothilde de Bernardi     | Monika Kilnarová           | 6-3, 6-1        |
| 31 juillet | Porto                   | Terre battue | 15 000 $     | Michaela Hončová          | Sara Cakarevic             | 5-7, 6-1, 7-5   |
| 31 juillet | Târgu Jiu               | Terre battue | 15 000 $     | Ilona Georgiana Ghioroaie | Tereza Mihalíková          | 6-3, 3-6, 7-67  |
| 31 juillet | Nonthaburi              | Dur          | 15 000 $     | Haruka Kaji               | Lee Hua-chen               | 6-4, 6-1        |
| 31 juillet | Istanbul                | Terre battue | 15 000 $     | Ekaterine Gorgodze        | Gebriela Mihaylova         | 6-3, 6-1        |
| 31 juillet | Ivano-Frankivsk         | Terre battue | 15 000 $     | Maryna Chernyshova        | Karin Kennel               | 6-4, 3-6, 6-0   |

### Août
| Date    | Lieu du tournoi            | Surface      | Dotation  | Vainqueur               | Finaliste                 | Score            |
| ------- | -------------------------- | ------------ | --------- | ----------------------- | ------------------------- | ---------------- |
| 7 août  | Hechingen                  | Terre battue | 60 000 $  | Tamara Korpatsch        | Deborah Chiesa            | 2-6, 7-65, 6-2   |
| 7 août  | Coxyde                     | Terre battue | 25 000 $  | Isabelle Wallace        | Bibiane Schoofs           | 4-6, 6-4, 6-3    |
| 7 août  | Chiswick                   | Dur          | 25 000 $  | Vitalia Diatchenko      | Viktória Kužmová          | 6-3, 6-4         |
| 7 août  | Landisville                | Dur          | 25 000 $  | Vera Lapko              | Anna Karolína Schmiedlová | 4-6, 6-4, 7-64   |
| 7 août  | Vienne                     | Terre battue | 15 000 $  | Clothilde de Bernardi   | Gabriela Pantůčková       | 6-1, 6-2         |
| 7 août  | Mrągowo                    | Terre battue | 15 000 $  | Marta Leśniak           | Seone Mendez              | 6-4, 6-4         |
| 7 août  | Arad                       | Terre battue | 15 000 $  | Elena-Gabriela Ruse     | Nina Potočnik             | 6-4, 6-1         |
| 7 août  | Moscou                     | Terre battue | 15 000 $  | Iryna Shymanovich       | Polina Leykina            | 6-2, 6-4         |
| 7 août  | Las Palmas de Gran Canaria | Terre battue | 15 000 $  | Cornelia Lister         | Gaia Sanesi               | 6-4, 6-4         |
| 7 août  | Nonthaburi                 | Dur          | 15 000 $  | Sara Tomic              | Yuan Yue                  | 6-4, 4-6, 6-1    |
| 7 août  | Istanbul                   | Terre battue | 15 000 $  | Vlada Ekshibarova       | Dana Kremer               | 6-2, 6-1         |
| 14 août | Vancouver                  | Dur          | 100 000 $ | Maryna Zanevska         | Danka Kovinić             | 5-7, 6-1, 6-3    |
| 14 août | Leipzig                    | Terre battue | 25 000 $  | Magdalena Fręch         | Richèl Hogenkamp          | 6-2, 7-63        |
| 14 août | Montreux                   | Terre battue | 25 000 $  | María Teresa Torró Flor | Deborah Chiesa            | 4-6, 6-1, 6-2    |
| 14 août | Nonthaburi                 | Dur          | 25 000 $  | Luksika Kumkhum         | Yuan Yue                  | 7-5, 6-2         |
| 14 août | Graz                       | Terre battue | 15 000 $  | Astra Sharma            | Vendula Žovincová         | 2-6, 6-3, 6-2    |
| 14 août | Coni                       | Terre battue | 15 000 $  | Martina Colmegna        | Federica Di Sarra         | 62-7, 6-3, 6-3   |
| 14 août | Oldenzaal                  | Terre battue | 15 000 $  | Chiara Scholl           | Albina Khabibulina        | 6-1, 6-1         |
| 14 août | Mrągowo                    | Dur          | 15 000 $  | Marta Leśniak           | Jade Suvrijn              | 5-7, 6-2, 6-2    |
| 14 août | Moscou                     | Terre battue | 15 000 $  | Iryna Shymanovich       | Yana Sizikova             | 6-1, 5-7, 7-5    |
| 14 août | Las Palmas de Gran Canaria | Terre battue | 15 000 $  | Chayenne Ewijk          | Fanny Östlund             | 4-6, 6-4, 6-2    |
| 21 août | Artvin                     | Dur          | 60 000 $  | Valeria Savinykh        | Ayla Aksu                 | 3-6, 7-610, 7-65 |
| 21 août | Brunswick                  | Terre battue | 25 000 $  | Magdalena Fręch         | Olga Sáez Larra           | 6-1, 2-6, 7-63   |
| 21 août | Hódmezővásárhely           | Terre battue | 25 000 $  | Alexandra Dulgheru      | Ganna Poznikhirenko       | 7-5, 6-2         |
| 21 août | Tsukuba                    | Dur          | 25 000 $  | Zhang Ling              | Carol Zhao                | 7-5, 7-64        |
| 21 août | Wanfercée-Baulet           | Terre battue | 15 000 $  | Dana Kremer             | Julie Gervais             | 6-3, 4-6, 6-1    |
| 21 août | Sezze                      | Terre battue | 15 000 $  | Maria Marfutina         | Claudia Giovine           | 6-4, 6-4         |
| 21 août | Rotterdam                  | Terre battue | 15 000 $  | Karen Barritza          | Tayisiya Morderger        | 2-6, 6-4, 6-4    |
| 21 août | Mrągowo                    | Terre battue | 15 000 $  | Marine Partaud          | Monika Kilnarová          | 7-64, 6-1        |
| 21 août | Bucarest                   | Terre battue | 15 000 $  | Gabriela Talabă         | Victoria Bosio            | 7-5, 6-4         |
| 21 août | Vrnjačka Banja             | Terre battue | 15 000 $  | Oana Gavrilă            | Marie Benoît              | 63-7, 6-4, 7-5   |
| 21 août | Caslano                    | Terre battue | 15 000 $  | Karin Kennel            | Alberta Brianti           | 6-3, 6-0         |
| 28 août | Dunakeszi                  | Terre battue | 60 000 $  | Dayana Yastremska       | Katarina Zavatska         | 6-0, 6-1         |
| 28 août | Bagnatica                  | Terre battue | 25 000 $  | Melanie Stokke          | Martina Trevisan          | 7-66, 6-3        |
| 28 août | Nanao                      | Moquette     | 25 000 $  | Carol Zhao              | Junri Namigata            | 6-3, 6-2         |
| 28 août | Almaty                     | Terre battue | 25 000 $  | Polina Leykina          | Akgul Amanmuradova        | 6-3, 6-3         |
| 28 août | Mamaia                     | Terre battue | 25 000 $  | Jaqueline Cristian      | Cristina Dinu             | 6-2, 2-6, 6-3    |
| 28 août | Middelkerke                | Terre battue | 15 000 $  | Magali Kempen           | Julyette Steur            | 6-2, 6-2         |
| 28 août | Říčany                     | Terre battue | 15 000 $  | Tereza Procházková      | Diana Šumová              | 5-7, 6-4, 6-4    |
| 28 août | Yeongwol                   | Dur          | 15 000 $  | Hanna Chang             | Kim Da-bin                | 7-5, 7-66        |
| 28 août | Schoonhoven                | Terre battue | 15 000 $  | Ana Sofía Sánchez       | Marina Melnikova          | 6-3, 6-4         |
| 28 août | Mrągowo                    | Terre battue | 15 000 $  | Monika Kilnarová        | Marta Leśniak             | 7-5, 1-6, 6-1    |
| 28 août | Sion                       | Terre battue | 15 000 $  | Susan Bandecchi         | Kristina Milenkovic       | 6-2, 6-3         |
| 28 août | Antalya                    | Terre battue | 15 000 $  | Despina Papamichail     | Bárbara Gatica            | 6-3, 6-3         |

### Septembre
| Date         | Lieu du tournoi          | Surface      | Dotation     | Vainqueur             | Finaliste               | Score           |
| ------------ | ------------------------ | ------------ | ------------ | --------------------- | ----------------------- | --------------- |
| 4 septembre  | Sofia                    | Terre battue | 25 000 $     | Viktoriya Tomova      | Jessica Pieri           | 7-67, 4-6, 6-3  |
| 4 septembre  | Balatonboglár            | Terre battue | 25 000 $     | Polona Hercog         | Gréta Arn               | 6-1 6-2         |
| 4 septembre  | Prague                   | Terre battue | 15 000 $     | Alice Ramé            | Magali Kempen           | 6-4, 5-4 ab.    |
| 4 septembre  | Le Caire                 | Terre battue | 15 000 $     | Nuria Párrizas Díaz   | Victoria Kan            | 6-4, 6-1        |
| 4 septembre  | Badenweiler              | Terre battue | 15 000 $     | Katharina Gerlach     | Priscilla Heise         | 6-4, 2-6, 6-4   |
| 4 septembre  | Trieste                  | Terre battue | 15 000 $     | Martina Caregaro      | Federica di Sarra       | 2-6, 6-1, 6-2   |
| 4 septembre  | Kyoto                    | Dur (int.)   | 15 000 $     | Katy Dunne            | Michika Ozeki           | 6-2, 7-62       |
| 4 septembre  | Yeongwol                 | Dur          | 15 000 $     | Kim Da-bin            | Kim Na-ri               | 7-610, 4-6, 6-3 |
| 4 septembre  | Hammamet                 | Terre battue | 15 000 $     | Emily Arbuthnott      | Francesca Jones         | 3-6, 7-5, 6-4   |
| 4 septembre  | Antalya                  | Terre battue | 15 000 $     | Despina Papamichail   | Carolina Meligeni Alves | 6-1, 6-4        |
| 11 septembre | Biarritz                 | Terre battue | 80 000 $     | Mihaela Buzărnescu    | Patty Schnyder          | 6-4, 6-3        |
| 11 septembre | Las Vegas                | Dur          | 60 000 $     | Sesil Karatantcheva   | Elitsa Kostova          | 6-4, 4-6, 7-5   |
| 11 septembre | Guiyang                  | Dur          | 25 000 $     | Lidziya Marozava      | Sabina Sharipova        | 6-2, 6-4        |
| 11 septembre | Batoumi                  | Dur          | 25 000 $     | Nigina Abduraimova    | Anna Kalinskaya         | 3-6, 6-4, 6-3   |
| 11 septembre | Santa Margherita Di Pula | Terre battue | 25 000 $     | Deborah Chiesa        | Jessica Pieri           | 7-63, 6-3       |
| 11 septembre | Redding                  | Dur          | 25 000 $     | Robin Anderson        | Chanel Simmonds         | 6-1, 6-4        |
| 11 septembre | Buenos Aires             | Terre battue | 15 000 $     | María Lourdes Carlé   | Stephanie Mariel Petit  | 2-6, 6-2, 7-65  |
| 11 septembre | Prague                   | Terre battue | 15 000 $     | Miriam Kolodziejová   | Nastja Kolar            | 6-2, 5-7, 6-4   |
| 11 septembre | Le Caire                 | Terre battue | 15 000 $     | Victoria Kan          | Nuria Párrizas Díaz     | 7-5, 6-3        |
| 11 septembre | Székesfehérvár           | Terre battue | 15 000 $     | Panna Udvardy         | Réka Luca Jani          | 7-5, 6-3        |
| 11 septembre | Hua Hin                  | Dur          | 15 000 $     | Rutuja Bhosale        | Lee Hua-chen            | 6-4, 2-6, 7-5   |
| 11 septembre | Hammamet                 | Terre battue | 15 000 $     | Inès Ibbou            | Varvara Gracheva        | 3-6, 7-64, 6-0  |
| 11 septembre | Antalya                  | Terre battue | 15 000 $     | Despina Papamichail   | Raluca Georgiana Șerban | 3-6, 6-2, 7-66  |
| 18 septembre | Tampico                  | Dur          | 100 000 $ +H | Irina Falconi         | Louisa Chirico          | 7-5, 63-7, 6-1  |
| 18 septembre | Saint-Pétersbourg        | Dur (int.)   | 100 000 $    | Belinda Bencic        | Dayana Yastremska       | 6-2, 6-3        |
| 18 septembre | Albuquerque              | Dur          | 80 000 $     | Emina Bektas          | Maria Sanchez           | 6-4, 6-2        |
| 18 septembre | Saint-Malo               | Terre battue | 60 000 $ +H  | Polona Hercog         | Diāna Marcinkēviča      | 6-3, 6-3        |
| 18 septembre | Penrith                  | Dur          | 25 000 $     | Olivia Rogowska       | Kimberly Birrell        | 6-2, 6-4        |
| 18 septembre | Santa Margherita Di Pula | Terre battue | 25 000 $     | Andrea Gámiz          | Tereza Mrdeža           | 5-7, 7-5, 6-2   |
| 18 septembre | Podgorica                | Terre battue | 25 000 $     | Marina Melnikova      | Jesika Malečková        | 6-2, 6-0        |
| 18 septembre | Lubbock                  | Dur          | 25 000 $     | Alisa Kleybanova      | Victoria Duval          | 6-0, 6-2        |
| 18 septembre | Varna                    | Terre battue | 15 000 $     | Miriam Bianca Bulgaru | Cristina Adamescu       | 6-0, 7-65       |
| 18 septembre | Charm el-Cheikh          | Dur          | 15 000 $     | Lee Pei-chi           | Magali Kempen           | 7-63, 6-3       |
| 18 septembre | Chimkent                 | Terre battue | 15 000 $     | Daria Lodikova        | Daria Kruzhkova         | 65-7, 6-3, 6-3  |
| 18 septembre | Madrid                   | Dur          | 15 000 $     | Nuria Párrizas Díaz   | Rebeka Masarova         | 6-4, 4-6, 6-2   |
| 18 septembre | Hua Hin                  | Dur          | 15 000 $     | Lee Hua-chen          | Tamaryn Hendler         | 6-2, 6-2        |
| 18 septembre | Hammamet                 | Terre battue | 15 000 $     | María Fernanda Herazo | Irina Fetecău           | 1-6, 7-5, 6-2   |
| 18 septembre | Antalya                  | Terre battue | 15 000 $     | Fanny Östlund         | Amina Anshba            | 6-3, 6-1        |
| 18 septembre | Boutcha                  | Terre battue | 15 000 $     | Martina Colmegna      | Yuliya Lysa             | 6-3, 6-4        |
| 25 septembre | Templeton                | Dur          | 60 000 $     | Sachia Vickery        | Jamie Loeb              | 6-1, 6-2        |
| 25 septembre | Brisbane                 | Dur          | 25 000 $     | Kimberly Birrell      | Asia Muhammad           | 4-6, 6-3, 6-2   |
| 25 septembre | Clermont-Ferrand         | Dur (int.)   | 25 000 $     | Vera Lapko            | Bibiane Schoofs         | 6-4, 6-4        |
| 25 septembre | Santa Margherita Di Pula | Terre battue | 25 000 $     | Tamara Zidanšek       | Tereza Mrdeža           | 7-64, 7-5       |
| 25 septembre | Hua Hin                  | Dur          | 25 000 $     | Arantxa Rus           | Jacqueline Cako         | 6-1, 6-3        |
| 25 septembre | Stillwater               | Dur          | 25 000 $     | Aleksandra Wozniak    | Marie Bouzková          | 7-5, 6-4        |
| 25 septembre | Brno                     | Terre battue | 15 000 $     | Diana Šumová          | Johana Marková          | 6-1, 6-2        |
| 25 septembre | Charm el-Cheikh          | Dur          | 15 000 $     | Magali Kempen         | Lee Pei-chi             | 64-7, 7-65, 6-4 |
| 25 septembre | Chimkent                 | Terre battue | 15 000 $     | Polina Bakhmutkina    | Ulyana Ayzatulina       | 3-6, 6-0, 6-4   |
| 25 septembre | Jounieh                  | Terre battue | 15 000 $     | Clothilde de Bernardi | Berfu Cengiz            | 6-0, 6-4        |
| 25 septembre | Melilla                  | Terre battue | 15 000 $     | Eva Guerrero Álvarez  | Marina Bassols Ribera   | 6-4, 6-0        |
| 25 septembre | Hammamet                 | Terre battue | 15 000 $     | Marie Temin           | Isabella Shinikova      | 6-4, 6-0        |
| 25 septembre | Antalya                  | Terre battue | 15 000 $     | Marta Leśniak         | Amina Anshba            | 6-3, 6-1        |
| 25 septembre | Kiev                     | Terre battue | 15 000 $     | Sviatlana Pirazhenka  | Olga Ianchuk            | 6-4, 6-4        |
| 25 septembre | Charleston               | Dur          | 15 000 $     | Michaela Bayerlová    | Montserrat González     | 2-6, 6-3, 6-3   |

### Octobre
| Date       | Lieu du tournoi          | Surface      | Dotation  | Vainqueur                          | Finaliste                 | Score             |
| ---------- | ------------------------ | ------------ | --------- | ---------------------------------- | ------------------------- | ----------------- |
| 2 octobre  | Toowoomba                | Dur          | 25 000 $  | Eri Hozumi                         | Astra Sharma              | 7-5, 6-2          |
| 2 octobre  | Santa Margherita Di Pula | Terre battue | 25 000 $  | Chiara Scholl                      | Michaela Hončová          | 6-1, 4-6, 6-1     |
| 2 octobre  | Villa del Dique          | Terre battue | 15 000 $  | Fernanda Brito                     | Stephanie Mariel Petit    | 6-3, 6-2          |
| 2 octobre  | Sozopol                  | Dur          | 15 000 $  | Gergana Topalova                   | Léa Tholey                | 6-3, 2-6, 6-3     |
| 2 octobre  | Charm el-Cheikh          | Dur          | 15 000 $  | Lee Pei-chi                        | Arlinda Rushiti           | 6-0, 6-3          |
| 2 octobre  | Jounieh                  | Terre battue | 15 000 $  | Draginja Vuković                   | Anna Ureke                | 3-6, 6-3, 7-5     |
| 2 octobre  | Lisbonne                 | Dur          | 15 000 $  | Nuria Párrizas Díaz                | Romy Kölzer               | 2-6, 7-5, 7-5     |
| 2 octobre  | Telde                    | Terre battue | 15 000 $  | Guiomar Maristany Zuleta de Reales | Lisa Sabino               | 7-5, 4-6, 6-4     |
| 2 octobre  | Colombo                  | Terre battue | 15 000 $  | Riya Bhatia                        | Joséphine Boualem         | 7-62, 6-1         |
| 2 octobre  | Nonthaburi               | Dur          | 15 000 $  | Choi Ji-hee                        | Lulu Sun                  | 6-2, 6-3          |
| 2 octobre  | Hammamet                 | Terre battue | 15 000 $  | Isabella Shinikova                 | Satsuki Takamura          | 6-1, 6-2          |
| 2 octobre  | Antalya                  | Terre battue | 15 000 $  | Georgia Andreea Crăciun            | Sofiya Kovalets           | 6-3, 6-4          |
| 2 octobre  | Île de Hilton-Head       | Terre battue | 15 000 $  | Ulrikke Eikeri                     | Bianca Turati             | 6-4, 6-1          |
| 9 octobre  | Cairns                   | Dur          | 25 000 $  | Olivia Rogowska                    | Abigail Tere-Apisah       | 1-6, 6-2, 6-2     |
| 9 octobre  | Cherbourg-en-Cotentin    | Dur (int.)   | 25 000 $  | Myrtille Georges                   | Audrey Albié              | 6-4, 3-6, 7-5     |
| 9 octobre  | Santa Margherita Di Pula | Terre battue | 25 000 $  | Polona Hercog                      | Valentyna Ivakhnenko      | 6-1, 6-0          |
| 9 octobre  | Makinohara               | Moquette     | 25 000 $  | Ayano Shimizu                      | Momoko Kobori             | 6-3, 6-3          |
| 9 octobre  | Lagos                    | Dur          | 25 000 $  | Deniz Khazaniuk                    | Conny Perrin              | 4-6, 6-1, 6-3     |
| 9 octobre  | Óbidos                   | Moquette     | 25 000 $  | Irina Khromacheva                  | Magdalena Fręch           | 6-1, 4-6, 6-4     |
| 9 octobre  | Séville                  | Terre battue | 25 000 $  | Daniela Seguel                     | Marie Benoît              | 2-6, 6-1, 6-2     |
| 9 octobre  | Sumter                   | Dur          | 25 000 $  | Taylor Townsend                    | Ulrikke Eikeri            | 6-2, 6-1          |
| 9 octobre  | Buenos Aires             | Terre battue | 15 000 $  | Fernanda Brito                     | Thaisa Grana Pedretti     | 1-6, 7-5, 7-5     |
| 9 octobre  | Charm el-Cheikh          | Dur          | 15 000 $  | Tereza Mihalíková                  | Nastja Kolar              | 6-2, 6-4          |
| 9 octobre  | Colombo                  | Terre battue | 15 000 $  | Ma Yexin                           | Prerna Bhambri            | 6-1, 6-2          |
| 9 octobre  | Nonthaburi               | Dur          | 15 000 $  | Patcharin Cheapchandej             | Liang En-shuo             | 7-62, 6-0         |
| 9 octobre  | Hammamet                 | Terre battue | 15 000 $  | Fatma Al-Nabhani                   | Isabella Shinikova        | 6-3, 6-1          |
| 9 octobre  | Antalya                  | Terre battue | 15 000 $  | İpek Öz                            | Ilona Georgiana Ghioroaie | 6-3, 6-2          |
| 16 octobre | Suzhou                   | Dur          | 60 000 $  | Sara Errani                        | Guo Hanyu                 | 6-1, 6-0          |
| 16 octobre | Joué-lès-Tours           | Dur (int.)   | 25 000 $  | Tereza Smitková                    | Myrtille Georges          | 6-3, 7-5          |
| 16 octobre | Santa Margherita Di Pula | Terre battue | 25 000 $  | Polona Hercog                      | Renata Zarazúa            | 6-4, 6-1          |
| 16 octobre | Hamamatsu                | Moquette     | 25 000 $  | Lu Jiajing                         | Miyabi Inoue              | 6-3, 6-3          |
| 16 octobre | Lagos                    | Dur          | 25 000 $  | Conny Perrin                       | Deniz Khazaniuk           | 7-611, 6-3        |
| 16 octobre | Óbidos                   | Moquette     | 25 000 $  | Anna Kalinskaya                    | Magdalena Fręch           | 6-3, 6-3          |
| 16 octobre | Florence                 | Dur          | 25 000 $  | Taylor Townsend                    | Ysaline Bonaventure       | 6-1, 7-5          |
| 16 octobre | Charm el-Cheikh          | Dur          | 15 000 $  | Sandra Samir                       | Anastasia Pribylova       | 1-6, 6-1, 6-1     |
| 16 octobre | Riba-roja de Túria       | Terre battue | 15 000 $  | Isabelle Wallace                   | Rebeka Masarova           | 6-3, 6-3          |
| 16 octobre | Colombo                  | Terre battue | 15 000 $  | Gozal Ainitdinova                  | Pranjala Yadlapalli       | 7-5, 6-4          |
| 16 octobre | Hammamet                 | Terre battue | 15 000 $  | Michele Alexandra Zmău             | Mia Nicole Eklund         | 4-6, 6-3, 7-64    |
| 16 octobre | Antalya                  | Terre battue | 15 000 $  | Ilona Georgiana Ghioroaie          | Gabriela Horáčková        | 6-3, 6-0          |
| 23 octobre | Poitiers                 | Dur (int.)   | 100 000 $ | Mihaela Buzărnescu                 | Alison Van Uytvanck       | 6-4, 6-2          |
| 23 octobre | Macon                    | Dur          | 80 000 $  | Anna Karolína Schmiedlová          | Victoria Duval            | 6-4, 6-1          |
| 23 octobre | Saguenay                 | Dur (int.)   | 60 000 $  | Gréta Arn                          | Bibiane Schoofs           | 6-1, 6-2          |
| 23 octobre | Liuzhou                  | Dur          | 60 000 $  | Wang Yafan                         | Nao Hibino                | 3-6, 6-4, 3-3 ab. |
| 23 octobre | Santa Margherita Di Pula | Terre battue | 25 000 $  | Jessica Pieri                      | Julia Grabher             | 6-4, 6-1          |
| 23 octobre | Óbidos                   | Moquette     | 25 000 $  | Katie Swan                         | Katie Boulter             | 5-0 ab.           |
| 23 octobre | Istanbul                 | Dur (int.)   | 25 000 $  | Vitalia Diatchenko                 | Jaqueline Adina Cristian  | 6-3, 6-1          |
| 23 octobre | Charm el-Cheikh          | Dur          | 15 000 $  | Sandra Samir                       | Emilie Francati           | 6-3, 6-3          |
| 23 octobre | Wirral                   | Dur (int.)   | 15 000 $  | Samantha Murray                    | Eden Silva                | 6-2, 6-2          |
| 23 octobre | Héraklion                | Terre battue | 15 000 $  | Anna Bondár                        | Réka Luca Jani            | 6-2, 6-3          |
| 23 octobre | Lambaré                  | Terre battue | 15 000 $  | Thaisa Grana Pedretti              | Fernanda Brito            | 6-2 ab.           |
| 23 octobre | Stockholm                | Dur (int.)   | 15 000 $  | Jacqueline Cabaj Awad              | Clara Tauson              | 6-4, 6-0          |
| 23 octobre | Hammamet                 | Terre battue | 15 000 $  | Michele Alexandra Zmău             | Caroline Roméo            | 6-1, 6-1          |
| 30 octobre | Tyler                    | Dur          | 80 000 $  | Kristie Ahn                        | Danielle Collins          | 6-4, 6-4          |
| 30 octobre | Canberra                 | Dur          | 60 000 $  | Olivia Rogowska                    | Destanee Aiava            | 6-1, 6-2          |
| 30 octobre | Toronto                  | Dur (int.)   | 60 000 $  | Ysaline Bonaventure                | Patty Schnyder            | 7-63, 6-3         |
| 30 octobre | Nantes                   | Dur (int.)   | 25 000 $  | Kaia Kanepi                        | Richèl Hogenkamp          | 6-3, 6-4          |
| 30 octobre | Santa Margherita Di Pula | Terre battue | 25 000 $  | Polona Hercog                      | Cristina Dinu             | 6-1, 6-4          |
| 30 octobre | Sant Cugat del Vallès    | Terre battue | 25 000 $  | Marta Paigina                      | Olga Danilović            | 2-6, 6-4, 6-3     |
| 30 octobre | Pereira                  | Terre battue | 15 000 $  | María Fernanda Herazo              | Emily Appleton            | 7-5, 7-5          |
| 30 octobre | Charm el-Cheikh          | Dur          | 15 000 $  | Nuria Párrizas Díaz                | Sandra Samir              | 7-5, 3-6, 7-63    |
| 30 octobre | Sunderland               | Dur (int.)   | 15 000 $  | Maia Lumsden                       | Freya Christie            | 6-4, 6-0          |
| 30 octobre | Héraklion                | Terre battue | 15 000 $  | Réka Luca Jani                     | Anna Bondár               | 6-0, 6-3          |
| 30 octobre | Pétange                  | Dur (int.)   | 15 000 $  | Sviatlana Pirazhenka               | Chayenne Ewijk            | 6-2, 4-6, 6-0     |
| 30 octobre | Casablanca               | Terre battue | 15 000 $  | Victoria Kan                       | Oana Georgeta Simion      | 6-0, 6-3          |
| 30 octobre | Asuncion                 | Terre battue | 15 000 $  | Francesca Jones                    | Fernanda Brito            | 6-3, 7-60         |
| 30 octobre | Stockholm                | Dur (int.)   | 15 000 $  | Clara Tauson                       | Ekaterina Yashina         | 6-3, 6-2          |
| 30 octobre | Hammamet                 | Terre battue | 15 000 $  | Mia Nicole Eklund                  | Yasmine Mansouri          | 7-61, 6-4         |
| 30 octobre | Antalya                  | Terre battue | 15 000 $  | Ekaterina Vishnevskaya             | Dia Evtimova              | 6-3, 0-6, 7-5     |

### Novembre
| Date        | Lieu du tournoi       | Surface         | Dotation    | Vainqueur                  | Finaliste               | Score          |
| ----------- | --------------------- | --------------- | ----------- | -------------------------- | ----------------------- | -------------- |
| 6 novembre  | Shenzhen              | Dur             | 100 000 $   | Carol Zhao                 | Liu Fangzhou            | 7-5, 6-2       |
| 6 novembre  | Tokyo                 | Dur             | 100 000 $   | Zhang Shuai                | Mihaela Buzărnescu      | 6-4, 6-0       |
| 6 novembre  | Waco                  | Dur             | 80 000 $    | Taylor Townsend            | Ajla Tomljanović        | 6-3, 2-6, 6-2  |
| 6 novembre  | Bendigo               | Dur             | 60 000 $    | Tamara Zidanšek            | Olivia Rogowska         | 5-7, 6-1, 6-0  |
| 6 novembre  | Shrewsbury            | Dur (int.)      | 25 000 $    | Anna-Lena Friedsam         | Lesley Kerkhove         | 6-4, 6-2       |
| 6 novembre  | Pune                  | Dur             | 25 000 $    | Jaqueline Cristian         | Karman Kaur Thandi      | 6-3, 1-6, 6-0  |
| 6 novembre  | Vinaròs               | Terre battue    | 15 000 $    | Irene Burillo Escorihuela  | Miriam Bianca Bulgaru   | 6-2, 7-5       |
| 6 novembre  | Cúcuta                | Terre battue    | 15 000 $    | María Fernanda Herazo      | Anastasia Nefedova      | 6-2, 6-2       |
| 6 novembre  | Charm el-Cheikh       | Dur             | 15 000 $    | Lucia Bronzettiaz          | Julia Wachaczyk         | 6-1, 6-2       |
| 6 novembre  | Héraklion             | Terre battue    | 15 000 $    | Irina Ramialison           | Ylena In-Albon          | 6-1, 6-4       |
| 6 novembre  | Ortisei               | Dur (int.)      | 15 000 $    | Federica Di Sarra          | Alina Silich            | 6-1, 6-3       |
| 6 novembre  | Béni Mellal           | Terre battue    | 15 000 $    | Victoria Kan               | Federica Arcidiacono    | 6-3, 61-7, 6-1 |
| 6 novembre  | Encarnación           | Terre battue    | 15 000 $    | Camila Giangreco Campiz    | Nathaly Kurata          | 6-4, 6-2       |
| 6 novembre  | Hammamet              | Terre battue    | 15 000 $    | Gaia Sanesi                | Marie Benoît            | 6-3, 6-0       |
| 6 novembre  | Antalya               | Terre battue    | 15 000 $    | Nicoleta Dascălu           | Carolina Meligeni Alves | 7-5, 6-3       |
| 13 novembre | Toyota                | Moquette (int.) | 60 000 $ +H | Mihaela Buzărnescu         | Tamara Zidanšek         | 6-0, 6-1       |
| 13 novembre | Zawada                | Moquette (int.) | 25 000 $    | Deborah Chiesa             | Katarzyna Piter         | 6-2, 4-6, 6-4  |
| 13 novembre | Dakar                 | Dur             | 25 000 $    | Valentíni Grammatikopoúlou | Chanel Simmonds         | 6-0, 7-61      |
| 13 novembre | Norman                | Dur             | 25 000 $    | Danielle Collins           | Sachia Vickery          | 1-6, 6-3, 6-4  |
| 13 novembre | Benicarló             | Terre battue    | 15 000 $    | Vivien Juhászová           | Inès Ibbou              | 6-1, 6-2       |
| 13 novembre | Charm el-Cheikh       | Dur             | 15 000 $    | Pemra Özgen                | Shalimar Talbi          | 6-4, 6-2       |
| 13 novembre | Helsinki              | Dur (int.)      | 15 000 $    | Eden Silva                 | Tess Sugnaux            | 6-3, 1-6, 7-5  |
| 13 novembre | Héraklion             | Terre battue    | 15 000 $    | Tayisiya Morderger         | Anastasia Detiuc        | 7-5, 6-2       |
| 13 novembre | Agadir                | Terre battue    | 15 000 $    | Oana Georgeta Simion       | Cristina Adamescu       | 6-4, 6-1       |
| 13 novembre | Oslo                  | Dur (int.)      | 15 000 $    | Leonie Küng                | Simona Waltert          | 6-4, 6-4       |
| 13 novembre | Hammamet              | Terre battue    | 15 000 $    | Gaia Sanesi                | Varvara Gracheva        | 6-3, 6-4       |
| 13 novembre | Antalya               | Terre battue    | 15 000 $    | Lisa Matviyenko            | Magdaléna Pantůčková    | 6-3, 1-6, 7-5  |
| 20 novembre | Valence               | Terre battue    | 25 000 $    | Irina Maria Bara           | Olga Danilović          | 5-7, 6-4, 6-0  |
| 20 novembre | Minsk                 | Dur (int.)      | 15 000 $    | Manon Arcangioli           | Yuliya Hatouka          | 62-7, 6-3, 6-2 |
| 20 novembre | Charm el-Cheikh       | Dur             | 15 000 $    | Pemra Özgen                | Barbara Bonić           | 6-2, 6-2       |
| 20 novembre | Héraklion             | Terre battue    | 15 000 $    | Lisa Sabino                | Vlada Ekshibarova       | 2-6, 6-2, 6-1  |
| 20 novembre | Stellenbosch          | Dur             | 15 000 $    | Chanel Simmonds            | Naomi Totka             | 6-1, 6-0       |
| 20 novembre | Hammamet              | Terre battue    | 15 000 $    | Varvara Gracheva           | Fiona Ferro             | 6-4, 7-61      |
| 20 novembre | Antalya               | Terre battue    | 15 000 $    | Maryna Chernyshova         | Dia Evtimova            | 3-6, 7-5, 6-0  |
| 27 novembre | Catanduvas            | Terre battue    | 15 000 $    | Nathaly Kurata             | Eduarda Piai            | 6-1, 6-4       |
| 27 novembre | Santiago              | Terre battue    | 15 000 $    | Anastasia Pivovarova       | Fernanda Brito          | 6-2, 4-6, 6-3  |
| 27 novembre | Milovice              | Dur (int.)      | 15 000 $    | Miriam Kolodziejová        | Manon Arcangioli        | 6-3, 6-3       |
| 27 novembre | Manta                 | Dur             | 15 000 $    | María Fernanda Herazo      | Andrea Weedon           | 6-3, 6-0       |
| 27 novembre | Castellón de la Plana | Terre battue    | 15 000 $    | Ekaterine Gorgodze         | Estrella Cabeza Candela | 6-0, 3-6, 6-1  |
| 27 novembre | Le Caire              | Terre battue    | 15 000 $    | Sandra Samir               | Nastja Kolar            | 6-4, 6-1       |
| 27 novembre | Indore                | Dur             | 15 000 $    | Olga Doroshina             | Ana Veselinović         | 7-66, 6-2      |
| 27 novembre | Stellenbosch          | Dur             | 15 000 $    | Salma Ewing                | Chanel Simmonds         | 4-6, 6-4, 6-4  |
| 27 novembre | Hammamet              | Terre battue    | 15 000 $    | Alice Ramé                 | Jade Suvrijn            | 6-2, 6-4       |
| 27 novembre | Antalya               | Terre battue    | 15 000 $    | Maryna Chernyshova         | Amina Anshba            | 6-4, 6-4       |

### Décembre
| Date        | Lieu du tournoi    | Surface             | Dotation     | Vainqueur             | Finaliste               | Score           |
| ----------- | ------------------ | ------------------- | ------------ | --------------------- | ----------------------- | --------------- |
| 4 décembre  | Santiago           | Terre battue        | 25 000 $     | Chiara Scholl         | Marcela Zacarías        | 6-3, 6-2        |
| 4 décembre  | Nules              | Terre battue        | 25 000 $     | Isabelle Wallace      | Tessah Andrianjafitrimo | 6-1, 4-6, 6-3   |
| 4 décembre  | Jablonec nad Nisou | Moquette (int.)     | 15 000 $     | Miriam Kolodziejová   | Susan Bandecchi         | 6-3, 6-4        |
| 4 décembre  | Guayaquil          | Dur                 | 15 000 $     | Nika Kukharchuk       | Sofia Sewing            | 6-0, 2-6, 6-2   |
| 4 décembre  | Le Caire           | Terre battue        | 15 000 $     | Andreea Amalia Roșca  | Melanie Klaffner        | 6-4, 6-4        |
| 4 décembre  | Solapur            | Dur                 | 15 000 $     | Bunyawi Thamchaiwat   | Olga Doroshina          | 7-62, 6-3       |
| 4 décembre  | Stellenbosch       | Dur                 | 15 000 $     | Channel Simmonds      | Lou Adler               | 4-6, 7-63, 6-2  |
| 4 décembre  | Hammamet           | Terre battue        | 15 000 $     | Julia Terziyska       | Aleksandra Kulik        | 2-6, 6-4, 6-2   |
| 4 décembre  | Antalya            | Terre battue        | 15 000 $     | Tena Lukas            | Paula Ormaechea         | 6-4, 65-7, 6-1  |
| 11 décembre | Dubaï              | Dur                 | 100 000 $ +H | Belinda Bencic        | Ajla Tomljanović        | 6-4, 0-0 ab.    |
| 11 décembre | Pune               | Dur                 | 25 000 $     | Georgina García Pérez | Katy Dunne              | 6-4, 7-5        |
| 11 décembre | Santa Cruz         | Terre battue        | 15 000 $     | Fernanda Brito        | Ana Sofía Sánchez       | 6-4, 6-3        |
| 11 décembre | Le Caire           | Terre battue        | 15 000 $     | Andreea Amalia Roșca  | Melanie Klaffner        | 6-1, 6-3        |
| 11 décembre | Cordenons          | Terre battue (int.) | 15 000 $     | Anastasia Grymalska   | Lisa Sabino             | 6-2, 6-0        |
| 11 décembre | Hammamet           | Terre battue        | 15 000 $     | Sara Cakarevic        | Margot Yerolymos        | 3-6, 6-3, 6-0   |
| 11 décembre | Antalya            | Terre battue        | 15 000 $     | Cristina Dinu         | Tena Lukas              | 6-3, 6-3        |
| 18 décembre | Navi Mumbai        | Dur                 | 25 000 $     | Gabriella Taylor      | Diāna Marcinkēviča      | 4-6, 7-67, 6-3  |
| 18 décembre | Luque              | Dur                 | 15 000 $     | Montserrat González   | Nika Kukharchuk         | 1-6, 6-3, 6-0   |
| 18 décembre | Hammamet           | Terre battue        | 15 000 $     | Daria Lodikova        | Ludmilla Samsonova      | 7-68, 6-4       |
| 18 décembre | Antalya            | Terre battue        | 15 000 $     | Maryna Chernyshova    | Alina Silich            | 6-0, 610-7, 6-1 |
| 25 décembre | Hong Kong          | Dur                 | 15 000 $     | Haruka Kaji           | Hiroko Kuwata           | 4-6, 6-2, 7-64  |